# Tigran Mansourian
Pour les articles homonymes, voir Mansourian.
Tigran Mansourian (en arménien : Տիգրան Մանսուրյան, souvent écrit à l'anglaise Mansurian) est un compositeur arménien né le 27 janvier 1939 à Beyrouth,.

## Biographie
En 1947, la famille de Tigran Mansourian déménage en Arménie, et s'installe dans la capitale Erevan en 1956. Mansurian étudie à l'académie de musique d'Erevan avec Edvard Bagdasaryan, et obtient son doctorat avec Lazar Saryan au conservatoire d'État d'Erevan, où il enseigne plus tard l'analyse musicale.
Il devient rapidement un compositeur reconnu en Arménie, et établit de nombreuses relations créatives avec des musiciens et compositeurs internationaux comme Valentin Silvestrov, Arvo Pärt, Alfred Schnittke, Sofia Gubaidulina, André Volkonsky, Edison Denisov, Kim Kashkashian, Jan Garbarek, et le Hilliard Ensemble.

## Œuvres

### Scène
- The Snow Queen (2 actes, ballet, scenario de Vilen Galstyan, d'après Hans Christian Andersen), 1989.

### Musique orchestrale
- Concerto, orgue, petit orchestre, 1964 ;
- Partita, grand orchestre, 1965 ;
- Music for Twelve Strings, 1966 ;
- Preludes, large orchestra, 1975 ;
- To the Memory of Dmitri Chostakovitch (concerto no. 1), violoncelle, grand orchestre, 1976 ;
- Canonical Ode, 4 harpes, orgue, 2 orchestres à cordes, 1977 ;
- Concerto nº 2, violoncelle, orchestre à cordes, 1978 ;
- Double Concerto, violon, violoncelle, orchestre à cordes, 1978 ;
- Tovem, petit orchestre (15 musiciens), 1979 ;
- Nachtmusik, grand orchestre, 1980 ;
- Because I Do Not Hope (in memoriam Igor Stravinsky), petit orchestre (15 musiciens), 1981 ;
- Concerto, violon, orchestre à cordes, 1981 ;
- Concerto nº 3, violoncelle, petit orchestre (2 flûtes, hautbois, cor anglais, 2 clarinettes, clarinette basse, basson, contrebasson, 2 cors anglais, trompette, trombone), 1983 ;
- Postludio Concerto, clarinette, violoncelle, orchestre à cordes, 1993 (aussi une version pour musique de chambre) ;
- Concerto, alto, 18 cordes, 1995 ;
- Fantasy, piano, orchestre à cordes, 2003.
- Concerto violoncelle, grand orchestre, 2010.

### Musique de chambre
- Sonate, alto, piano, 1962 ;
- Sonate, flûte, piano, 1963 ;
- Sonate nº 1, violon, piano, 1964 ;
- Allegro barbaro, violoncelle, 1964 ;
- Sonate nº 2, violon, piano, 1965 ;
- Piano Trio, violon, violoncelle, piano, 1965 ;
- Psalm, 2 flûtes, violon, 1966 ;
- Interior, quatuor à cordes, 1972 ;
- Silhouette of a Bird, clavecin, percussion, 1971–73 ;
- Sonate nº 1, violoncelle, piano, 1973 ;
- Sonate nº 2, violoncelle, piano, 1974 ;
- Quintette à vent, flûte, hautbois, clarinette, cor anglais, basson, 1974 ;
- The Rhetorician, flûte, violon, contrebasse, clavecin, 1978 ;
- Capriccio, violoncelle, 1981 ;
- Quatuor à cordes nº 1, 1983–84 ;
- Quatuor à cordes nº 2, 1984 ;
- Five Bagatelles, violon, violoncelle, piano, 1985 ;
- Tombeau, violoncelle, percussion, 1988 ;
- Postludio, clarinette, violoncelle, 1991-92 (aussi une version comme Postludio Concerto) ;
- Quatuor à cordes nº 3, 1993 ;
- Concerto, cor anglais, 2 clarinettes, 2 bassons, 2 trompettes, 2 trombones, 1995 ;
- Hommage à Anna Akhmatova, clarinette basse, qanun (cithare), alto, marimba, 1997 ;
- Duo, alto, percussion, 1998 ;
- Dance, alto, percussion, 1998 ;
- Lacrimae, saxophone soprano, alto, 1999 ;
- Lamento, violon, 2002 (aussi version pour alto, 2002) ;
- Three Medieval Taghs, alto, percussion, 1998–2004 ;
- Testament, quatuor à cordes, 2004.

### Musique pour chœur
- Three Poems (texte de Gostan Zarian), chœur mixte, 1969 ;
- Spring Songs (texte de Hovhannès Toumanian), chœur mixte, 1996 ;
- Confessing with Faith (texte de Nersès IV Chnorhali), 4 voix d'hommes, alto, 1998 ;
- Ars Poetica (concerto, texte de Yéghiché Tcharents), chœur mixte, 1996–2000 ;
- Motet (texte de Krikor Narekadzi), 2 chœurs mixtes, 2000 ;
- On the Shores of Eternity (texte d'Avetik Issahakian), chœur mixte, 2003.

### Musique vocale
- Three Romances (texte de Federico García Lorca [traduit par Hamo Sahyan]), mezzo-soprano, piano, 1966 ;
- Four Hayrens (texte de Nahapet Koutchak), mezzo-soprano, piano, 1967 ;
- Intermezzo (texte de Vladimir Holan), soprano, ensemble, 1972-73 (perdu) ;
- I am Giving You a Rose (texte de Matevos Sarifyan), soprano, flûte, violoncelle, piano, 1974 ;
- Three Nairian Songs (texte de Vahan Térian), baryton, grand orchestre, 1975–76 ;
- Three Madrigals (texte de Razmik Davoyan), soprano, flûte, violoncelle, piano, 1974–81 ;
- Sunset Songs (cycle de mélodies, texte de Hamo Sahyan), soprano, piano, 1984–85 ;
- The Land of Nairi (cycle de mélodies, texte de Vahan Térian), soprano, piano, 1986 ;
- Miserere (textes de St. Mesrop Mashtots, tiré de la Bible [dans une traduction en Arménien]), soprano, orchestre à cordes, 1989 ;
- Madrigal IV (texte d'Alicia Kirakosyan), soprano, flûte, clarinette, violon, violoncelle, piano, carillon tubulaire, 1991.

### Piano
- Sonatina nº 1, 1963 ;
- Petite Suite, 1963 ;
- Sonate nº 1, 1967 ;
- Miniatures, 1969 ;
- Three Pieces, 1970–71 ;
- Nostalgia, 1976 ;
- Three Pieces for the Low Keys, 1979 ;
- Sonatina nº 2, 1987.

### Musique de films
- Sayat-Nova (The Color of Pomegranates), 1968 (dir. Sergei Paradjanov) ;
- The Color of Armenian Land, 1968 (dir. Mikhail Vartanov) ;
- Autumn Pastoral, 1971 (dir. Mikhail Vartanov) ;
- And So Every Day, 1972 (dir. Mikhail Vartanov) ;
- We and Our Mountains, 1969 (dir. Henrik Malyan) ;
- Osenneye solntse – Soleil d'automne, 1977 (dir. Bagrat Hovhannessian)[3] ;
- Legend of the Clown, 1979 (dir. Levon Asatryan) ;
- Ktor me Yerkinq, 1980 (dir. Henrik Malyan).

## Sources
- (en) Cet article est partiellement ou en totalité issu de l’article de Wikipédia en anglais intitulé « Tigran Mansurian » (voir la liste des auteurs).